# Mexican Spitfire Out West
Pour plus de détails, voir Fiche technique et Distribution.
Mexican Spitfire Out West est un film américain réalisé par Leslie Goodwins, sorti en 1940.

## Synopsis
Un jeune mexicain part dans l'Ouest sauvage, où il va vivre de grandes aventures avec Mat...

## Fiche technique
- Titre : Mexican Spitfire Out West
- Réalisation : Leslie Goodwins
- Scénario : Charles E. Roberts et Jack Townley
- Photographie : Jack MacKenzie
- Musique : Roy Webb
- Production : Lee S. Marcus et Cliff Reid
- Société de production : RKO Pictures
- Pays d'origine : États-Unis
- Format : Noir et blanc - 1,37:1 - Mono
- Genre : comédie
- Durée : 76 minutes
- Date de sortie : 
  - États-Unis : 29 octobre 1940

## Distribution
- Lupe Vélez : Carmelita Lindsay

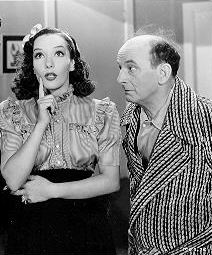
Lupe Vélez et Leon Errol.

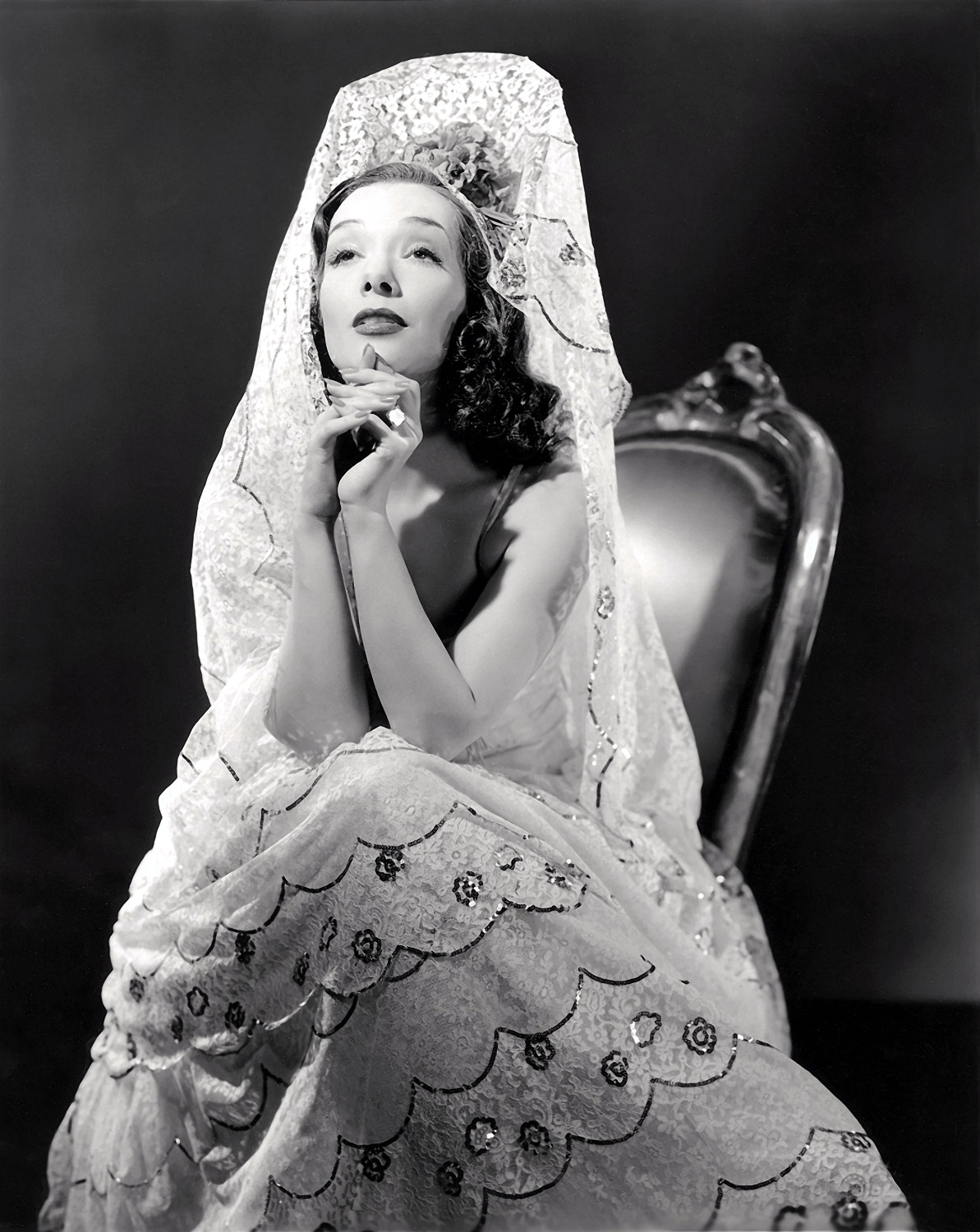
Photo promotionnelle de Lupe Vélez pour le film.

- Leon Errol : Oncle Matt Lindsay / Lord Basil Epping
- Donald Woods : Dennis 'Denny' Lindsay
- Elisabeth Risdon : Tante Della Lindsay
- Cecil Kellaway : M. Chumley
- Linda Hayes : Elizabeth Price
- Lydia Bilbrook : Lady Ada Epping
- Charles Coleman : Ponsby - majordome
- Charles Quigley : M. Roberts
- Eddie Dunn : M. Skinner
- Grant Withers : Withers
- Tom Kennedy : Chauffeur de taxi

Acteurs non crédités :
- Lester Dorr : Harry
- Charlie Hall : Garçon d'ascenseur
- Vinton Hayworth : M. Brown
- Frank Orth : Laveur de vitres
- Gus Schilling : Danny, employé d'hôtel
- Jim Thorpe : Indien